# 笹井康典
笹井 康典（ささい やすのり、1952年または1953年 - ）は日本の地方公務員。大阪府健康福祉部長、同健康医療部長、同こころの健康総合センター所長を歴任。

## 人物・経歴
大阪府出身。自治医科大学在学中、成人病センターに出入りした経験から公衆衛生に興味を持つ。自治医科大学を卒業後、大阪府に入庁。吹田保健所保健予防課長、四条畷保健所長、健康福祉部地域保健福祉室長、健康福祉部長を経て、健康医療部長。「救急医療体制等（地域医療）の充実」、がん死亡率のワーストレベル返上という観点から「がん対策の充実」、当時急激に社会問題として顕在化した「薬物乱用対策の充実」の3点をマニフェストに掲げ、重点的に推進した。大阪府を定年退職後、大阪府こころの健康総合センター所長。

## 栄典
- 2023年11月 - 瑞宝小綬章